# Конституція Польської Народної Республіки

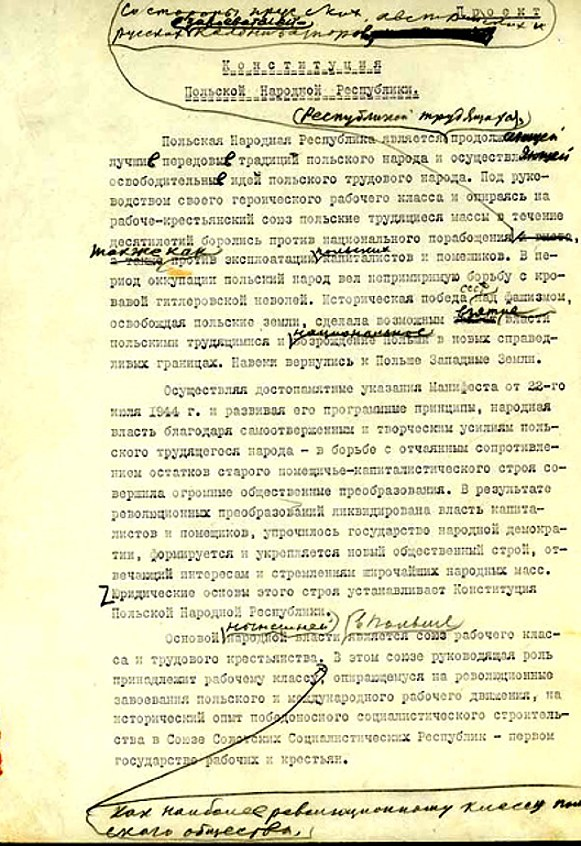
Проект Конституції ПНР із виправленнями Йосипа Сталіна

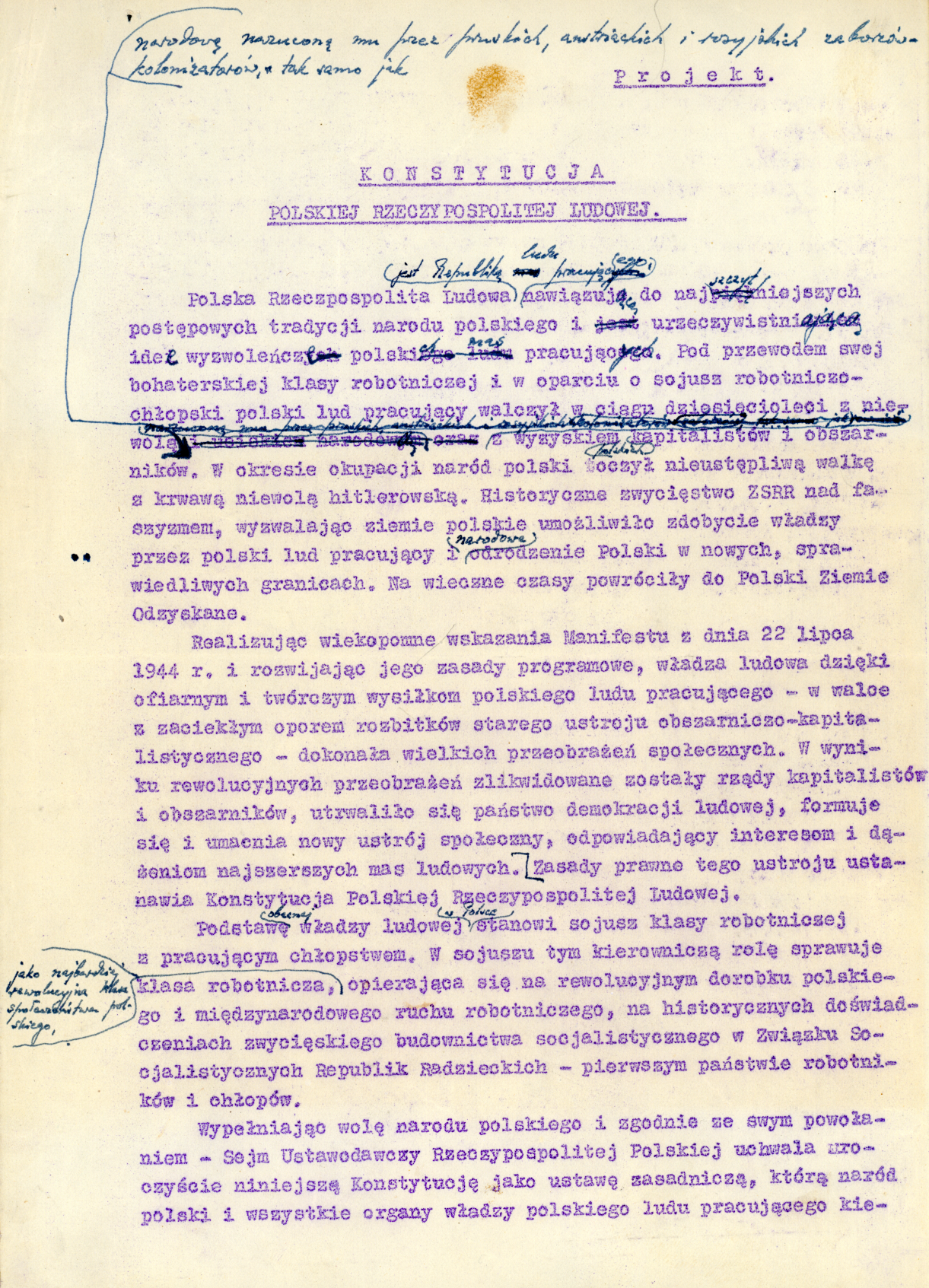
Проект Конституції ПНР із виправленням Болеслава Берута

Конституція Польської Народної Республіки (сталінська конституція, Липнева Конституція) — польська конституція, прийнята Законодавчим сеймом від 22 липня 1952. Опублікована 23 липня 1952. Набрала чинності 23 липня 1952 і була змінена 17 жовтня 1997 р. на Конституцію Республіки Польща. Розроблена у первісному вигляді за сталінською формулою Конституції СРСР 1936 року.
Це був головним чином декларативний та пропагандистський акт. Вона не регулювала роботу головного центру політичної влади, чи то пак ПЗПР, звідки прийшли її фасади. На практиці конституція була менш важливою, ніж статут ПЗПР, який безпосередньо згадував комуністичну ідею.

## Історія
Конституція, через запровадження інституту Державної ради, з тристоронньою владою, прийнятою в польській конституційній практиці — чинною в березневій конституції (офіційно до 1952 р.) — запровадила принцип єдності державної влади, сформованої за радянською конституцією. Законодавець у преамбулі заявив, що держава є республікою трудящих. Нова структура була вказана як джерело влади — номінального суверена, який, мабуть, хотів би підкреслити відмінності між соціалістичним та буржуазним конституціоналізмом. Під час ухвалення мали місце диференціація старого государя — нації та нового — «трудящих», підкреслюючи тим самим революційні соціальні зміни та відстань до «володіючих класів». Принцип народовладства означав масову участь у керівництві держави та ліквідацію класових, економічних та соціальних антагонізмів. У той же час слід визнати, що, незважаючи на виклад терміну «робочі люди», це було фактично синонімом «нації», визначеного з позиції марксизму . Таким чином, верховна влада належала Сейму як еманація «волі народу», до якої підпорядковані інші інституції: судова влада та виконавча влада з урядом і Державною радою.
Російську версію конституції передав Йосип Сталін, а остання польська версія була підготовлена Болеславом Берутом.
Конституція була змінена 24 рази. Закон від 10 лютого 1976 р. — вніс положення про те, що Польща є соціалістичною державою (замість поточного терміну — народна демократія), ПЗПР — провідною силою суспільства у побудові соціалізму, а ПНР у своїй політиці зміцнює дружбу та співпрацю з Союзом Радянських Соціалістичних Республік та іншими країнами соціалістичного режиму.

## Законодавча влада— Сейм
Сейм Польської Народної Республіки складався з 460 депутатів у Сеймі ПНР, спочатку був створений єдиний представницький стандарт, 1 депутат: 60 000 мешканців, пізніше вона була знята з конституції через непрактичність. Принцип вільного мандату було порушено (депутат був представником трудящих, на практиці це положення ніколи не використовувалося — як занадто небезпечне). Було запроваджено чотиристоронній виборчий закон (вилучення принципу пропорційності). Сейм прийняв закони та резолюції більшістю, обирався з числа своїх членів Президією (функція маршала завжди була віднесена до представника ЗСЛ); на першій сесії він призначив Прем'єр-міністра разом з Радою міністрів та Державною радою. Він ухвалював бюджет і національні соціально-економічні плани. Мав право отримувати клопотання від громадян. Деякі творчі права також були його частиною, в тому числі вибори Голови Вищої палати контролю, члени держави та конституційного трибуналу та омбудсмана (останні три установи засновані лише в 80-ті роки). Парламент проводив засідання. Сесії скликалися на конкретні дати Державною радою.

## Виконавча влада
Виконавча влада належала Раді міністрів та Державній раді. У заключний період Конституції Польської Народної Республіки Державна Рада була замінена посадою Президента Польської Народної Республіки, але з певним скороченням повноважень щодо ліквідованої Державної Ради. Державна рада була колегіальним органом, який обирається кожні чотири роки на першому засіданні Сейму. Вона складалася з членів Сейму ПНР та інших осіб, доручених цій функції. Представники були обрані від членів партії, хоча були випадки, коли в Раді брали участь позапартійні або католицькі депутати (наприклад, Єжи Завійський). Державна рада мала право видавати декрети — закони під час перерв між сесіями Сейму, але вони повинні були бути схвалені на наступній сесії Сейму. Як глава держави, вона представляла ПРЛ у зовнішніх відносинах (фактично її президент), ратифікувала міжнародні угоди та мала свій виступ у питаннях, що стосуються оборони та військової служби. Вона надавала громадянство Польської Народної Республки і застосовувала помилування. Вона не мала права вето щодо статутів, але вона зробила їх загальнообов'язкове тлумачення. Міністри призначалися та звільнялися Сеймом Польської Народної Республіки. Відповідно до Конституції Польської Народної Республіки (стаття 20), вона мала право законодавчої ініціативи разом із Радою міністрів та депутатами Сейму Польської Народної Республіки.

## Судова влада
Судова система ПНР діяла відповідно до принципу однорідності — Верховний Суд здійснював нагляд за всіма іншими судами, які, у свою чергу, поділялися на: районні (спочатку повітові), провінційні та спеціальні (в адміністративній та військовій практиці). У 1980 році був призначений Вищий адміністративний суд, тоді як провінційні адміністративні суди не могли бути призначені. В поправці до конституції 1986 року введено Державний трибунал, відомий у Польщі перед війною, і нова установа — Конституційний трибунал. Останній мав компетенції, подібні до присутніх, крім того, що можна було відхилити рішення Сейму. Крім того, він мав право визначити загальнообов'язкове тлумачення статутів та вимагати його подання до Державного трибуналу. Усі вищезазначені установи були реалізацією (колишніх) постулатів Демократичної партії.

## Поправки та скасування
Протягом 45 років дії Конституції її було змінено 23 рази. Наприклад, положення Вищої контрольно-ревізійної служби було іншим. 10 лютого 1976 року Польська Народна Республіка була визначена як соціалістична держава (п. 1 ст. 1), провідна роль ПЗПР (пункт 1 статті 3) та дружба з СРСР були закладені в Конституцію (пункт 2 статті 6).
Після проведення заходів за круглим столом:
- у квітні 1989 р. Сейм прийняв так звану квітневу поправку, відновлення верхньої палати (Сенату) та посади Президента,
- в грудні 1989 року так званий Контрактовий Сейм вніс іншу поправку до Конституції — окрім зміни назви держави, ухил на соціалістичну систему було видалено (положення, що стосуються, зокрема, співпраці з СРСР та провідної ролі ПЗПР у політичному житті),
- 17 жовтня 1992 р. у частині, що стосується відносин між виконавчою та законодавчою владою та територіальним самоврядуванням, була прийнята так звана Мала Конституція.